# Cúmulo globular M54
El cúmulo globular M54 (también conocido como Objeto Messier 54 o  NGC 6715) es un cúmulo globular en la constelación Sagitario. Fue descubierto por Charles Messier en 1778 y luego incluido en su catálogo como un objeto similar a un cometa.
Anteriormente se creía que estaba a 50 000 años luz de la Tierra, pero en 1994 se descubrió que M54 más bien no forma parte de la Vía Láctea sino de la galaxia Enana Elíptica de Sagitario (SagDEG), por lo que se considera el primer cúmulo extragaláctico descubierto; se llegó a sugerir, de hecho, que puede ser el núcleo de dicha galaxia -aunque estudios posteriores lo descartan y opinan que acabó en el centro de ella al decaer su órbita-.
Estimaciones modernas sitúan a M54 a una distancia de unos 87 000 años luz, lo que se traduce en un diámetro verdadero de 300 años luz. Es uno de los cúmulos globulares más densos, siendo de clase III (I es la más densa y XII la menos densa). Su luminosidad es aproximadamente 850 000 veces la del Sol y su magnitud absoluta es -10,0, lo que le convierte en uno de los cúmulos globulares más brillantes conocidos. Se han encontrado al menos 82 estrellas variables, la mayor parte de ellas del tipo RR Lyrae.
M54 se encuentra fácilmente en el cielo, ya que está próximo a Askella (ζ Sagittarii). Sin embargo no es fácil de resolver en estrellas individuales incluso con grandes telescopios de aficionado.